# أشلي مونيك كلارك
أشلي مونيك كلارك (بالإنجليزية: Ashley Monique Clark)‏ هي ممثلة أمريكية، ولدت في 1 ديسمبر 1988 ببروكلين في الولايات المتحدة.

## أعمال

### أفلام
- (2005) دومينو[4]

## وصلات خارجية
- أشلي مونيك كلارك على موقع IMDb (الإنجليزية)
- أشلي مونيك كلارك على موقع ألو سيني (الفرنسية)
- أشلي مونيك كلارك على موقع أول موفي (الإنجليزية)
- أشلي مونيك كلارك على موقع قاعدة بيانات الفيلم (الإنجليزية)
- أشلي مونيك كلارك على موقع كينوبويسك (الروسية)